# Mistrzostwa Azji drużyn mieszanych w badmintonie
Mistrzostwa Azji drużyn mieszanych w badmintonie – zawody w badmintonie zainaugurowane w 2017 roku w Ho Chi Minh. Biorą w nich udział drużyny, które wchodzą w skład BAC. Każdy mecz składa się z pięciu pojedynków. Za każde zwycięstwo otrzymuje się jeden punkt zdobyty dla drużyny. Pojedynki toczą się w meczach singlowych i deblowych mężczyzn i kobiet oraz mikście.

## Edycje
| Edycja | Rok  | Miejsce     |
| ------ | ---- | ----------- |
| 1.     | 2017 | Ho Chi Minh |
| 2.     | 2019 | Hongkong    |

## Medaliści
| Rok  | Miejsce     | Złoto   | Srebro           | Brąz                 |
| 2017 | Ho Chi Minh | Japonia | Korea Południowa | Chiny · Tajlandia    |
| 2019 | Hongkong    | Chiny   | Japonia          | Hongkong · Indonezja |

## Klasyfikacja medalowa
| Pozycja | Reprezentacja    | Złoto | Srebro | Brąz | Razem |
| 1.      | Japonia          | 1     | 1      | 0    | 2     |
| 2.      | Chiny            | 1     | 0      | 1    | 2     |
| 3.      | Korea Południowa | 0     | 1      | 0    | 1     |
| 4.      | Tajlandia        | 0     | 0      | 1    | 1     |
| 4.      | Hongkong         | 0     | 0      | 1    | 1     |
| 4.      | Indonezja        | 0     | 0      | 1    | 1     |
| Razem:  | Razem:           | 2     | 2      | 4    | 8     |